# DB HBR 4
La DB HBR 4 è una piccola autovettura sportiva prodotta dal 1954 al 1959 dalla casa automobilistica francese DB.

## Profilo e contesto
La HBR 4 nacque per affiancare subito la più potente HBR 5, ma anche per sostituire la precedente DB 750. Stilisticamente riprese le stesse caratteristiche del modello più potente, compresa la stessa carrozzeria in vetroresina che garantiva un risparmio di peso non indifferente.
Anche la struttura a trave centrale in acciaio era la stessa della HBR 5, così come la meccanica telaistica che prevedeva un avantreno a ruote indipendenti con bracci obliqui e doppia balestra trasversale e un retrotreno a ruote semindipendenti, con triangoli orizzontali e barre di torsione. Su entrambi gli assi erano presenti ammortizzatori idraulici telescopici. L'impianto frenante era invece a quattro tamburi, mentre lo sterzo era del tipo a cremagliera.
La grossa differenza rispetto alla HBR 5 stava sotto il cofano e si trattava di un bicilindrico raffreddato ad aria da 745 cm³ (nella HBR 5 la cilindrata era invece di 851 cm³). Tale propulsore, di origine Panhard, era derivato da quello montato fino a pochi anni prima sotto il cofano della Dyna X, ma nel caso della HBR 4 vennero apportate migliorie allo scopo di aumentarne le prestazioni: in questo modo la potenza massima salì da 32 a 40 CV a 5000 giri/min, garantendo alla vettura una velocità massima di 140 km/h, un dato di tutto rispetto e ottenuto avvalendosi anche della leggerezza dell'intero corpo vettura. In ogni caso si trattò pure del medesimo motore impiegato anche nelle precedenti DB 750, sia stradali che da competizione.
La HBR 4 fu prodotta fino al 1959, non è però noto con esattezza l'ammontare della produzione complessiva. Alcuni esemplari di HBR 4 furono carrozzati con un'inedita carrozzeria barchetta per essere impiegati in gara.

## Attività sportiva
L'attività sportiva della HBR 4 fu coronata anche da alcuni significativi successi in ambito sportivo: il debutto della HBR 4 avvenne nel 1956 alla 12 Ore di Reims, dove giunse al nono posto. Il periodo d'oro fu nel 1959, quando si aggiudicò il primo posto di categoria alla 24 Ore di Le Mans. La HBR 4 replicò poi l'anno seguente alla stessa manifestazione vincendo nuovamente nella stessa categoria. Mattatore di questa doppia impresa fu Paul Armagnac che fu affiancato da Bernard Consten la prima volta e da Gérard Laureau la seconda.